# Lliga kazakh de futbol
La Lliga kazakh de futbol és la màxima competició futbolística del Kazakhstan. És organitzada per la Unió de Futbol del Kazakhstan i fou creada el 1992.
La màxima categoria de la competició ha rebut els següents noms:
- Divisió Top del Kazakhstan (1992-2001)
- Super Lliga del Kazakhstan (2002-2007)[1]
- Lliga Premier Kazakhstan (2008-)[2]

## Historial
Font:

### Campionats de l'RSS del Kazakhstan(1936-91)
- 1936 : Sbornaya Almaty
- 1937 : Dinamo Almaty
- 1938 : Dinamo Almaty
- 1939-47 : no es disputà
- 1948 : Dinamo Almaty
- 1949 : Lokomotiv Zhambyl
- 1950 : Sbornaya Almaty
- 1951 : Metallurg Xymkent
- 1952 : Metallurg Xymkent
- 1953 : Metallurg Xymkent
- 1954 : Dinamo Almaty
- 1956 : Sbornaya Almaty
- 1957 : Stroitel Almaty
- 1958 : Spartak Almaty
- 1959 : Spartak Almaty
- 1960 : Yenbek Guryev
- 1961 : Avangard Petropavlovsk
- 1962 : ADK Almaty
- 1963 : Tselinnik Semipalatinsk
- 1964 : ADK Almaty
- 1965 : ADK Almaty
- 1955 : Dinamo Almaty
- 1966 : Aktyubinets Aktyubinsk
- 1967 : Torpedo Kokshetau
- 1968 : Yenbek Zhezkazgan
- 1969 : Shakhtyor Saran'
- 1970 : Stroitel Temirtau
- 1971 : Yenbek Zhezkazgan
- 1972 : Traktor Pavlodar
- 1973 : Yenbek Zhezkazgan
- 1974 : Gornyak Nikol'sky
- 1975 : Metallurg Xymkent
- 1976 : Khimik Stepnogorsk
- 1977 : Khimik Stepnogorsk
- 1978 : Trud Xevtxenko
- 1979 : Khimik Stepnogorsk
- 1980 : Meliorator Xymkent
- 1981 : Burevestnik Kostanay
- 1980 : Traktor Pavlodar
- 1981 : Aktyubinets Aktobe
- 1982 : Xakhter Karagandy
- 1983 : Xakhter Karagandy
- 1984 : Tselinnik Tselinograd
- 1985 : Meliorator Xymkent
- 1986 : Meliorator Xymkent
- 1987 : Meliorator Xymkent
- 1988 : Traktor Pavlodar
- 1989 : Traktor Pavlodar
- 1990 : Vostok Oskemen
- 1991 : Aktyubinets Aktobe

### Campionats des de la independència
- 1992:  FC Kairat Almaty (1)
- 1993:  FC Ansat Pavlodar (1)
- 1994:  FC Yelimay Semipalatinsk (1)
- 1995:  FC Yelimay Semipalatinsk (2)
- 1996:  FC Taraz (1)
- 1997:  FC Irtysh Pavlodar (2)
- 1998:  FC Yelimay Semipalatinsk (3)
- 1999:  FC Irtysh Bastau Pavlodar (3)
- 2000:  FC Zhenis Astana (1)
- 2001:  FC Zhenis Astana (2)
- 2002:  FC Irtysh Pavlodar (4)
- 2003:  FC Irtysh Pavlodar (5)
- 2004:  FC Kairat Almaty (2)
- 2005:  FC Aktobe-Lento (1)
- 2006:  Astana 1964 (3)
- 2007:  FC Aktobe (2)
- 2008:  FC Aktobe (3)
- 2009:  FC Aktobe (4)
- 2010:  FK Tobol Kostanay (1)
- 2011:  FC Shakhter Karagandy (1)
- 2012:  FC Shakhter Karagandy (2)
- 2013:  FC Aktobe (5)
- 2014:  FK Astana (1)
- 2015:  FK Astana (2)
- 2016:  FK Astana (3)
- 2017:  FK Astana (4)
- 2018:  FK Astana (5)
- 2019:  FK Astana (6)
- 2020:  FC Kairat Almaty (3)
- 2021:  FK Tobol Kostanay (2)
- 2022:  FK Astana (7)
- 2023:  FK Ordabasy Shymkent (1)
- 2024:  FC Kairat Almaty (4)